# Gnophos idrisarius
Gnophos idrisarius là một loài bướm đêm trong họ Geometridae.